# Corinne Niogret
Corinne Mireille Dominique Niogret (Nantua, 20 novembre 1972) è un'allenatrice di biathlon ed ex sciatrice nordica francese attiva sia nello sci di fondo sia nel biathlon, disciplina nella quale colse i maggiori successi.

## Biografia

### Carriera nel biathlon
Ha iniziato a praticare biathlon a livello agonistico nel 1988. In Coppa del Mondo ha esordito nel 1990 a Ruhpolding, ha conquistato il primo podio a Pokljuka nel 2003 (terza in individuale) e la prima vittoria a Östersund nel 1997, in staffetta. Ai Giochi olimpici invernali ha vinto due medaglie, entrambe nella staffetta: l'oro ad Albertville 1992 e il bronzo a Lillehammer 1994. In carriera ha conquistato anche tre titoli mondiali, due titoli europei (uno nel 1995) e ventidue titoli francesi.

### Carriera nello sci di fondo
Chiusa la carriera nel biathlon nel 2004, si dedicò allo sci di fondo disputando alcune granfondo; nel 2005 vinse la Transjurassienne.

## Palmarès

### Biathlon

#### Olimpiadi
- 2 medaglie:
  - 1 oro (staffetta ad Albertville 1992)
  - 1 bronzo (staffetta[2] a Lillehammer 1994)

#### Mondiali
- 16 medaglie:
  - 3 ori (gara a squadre[2] a Borovec 1993; individuale[2] ad Anterselva 1995; individuale[2] a Holmenkollen 2000)
  - 6 argenti (staffetta[2] a Borovec 1993; staffetta[2] ad Anterselva 1995; staffetta[2] a Ruhpolding 1996; inseguimento[2] a Pokljuka/Hochfilzen 1998; individuale[2] a Kontiolahti/Holmenkollen 1999; inseguimento[2] a Pokljuka 2001)
  - 7 bronzi (staffetta[2], gara a squadre[2] a Lillehammer/Canmore 1994; sprint[2], gara a squadre[2] ad Anterselva 1995; gara a squadre[2] a Ruhpolding 1996; staffetta[2] a Kontiolahti/Holmenkollen 1999; partenza in linea[2] a Holmenkollen 2000)

#### Coppa del Mondo
- Miglior piazzamento in classifica generale: 3ª nel 2000
- 44 podi (30 individuali, 14 a squadre[3]), oltre a quelli conquistati in sede olimpica e iridata e validi anche ai fini della Coppa del Mondo:
  - 8 vittorie (6 individuali, 2 a squadre)
  - 13 secondi posti (10 individuali, 3 a squadre)
  - 23 terzi posti (14 individuali, 9 a squadre)

##### Coppa del Mondo - vittorie
| Data             | Località              | Nazione         | Specialità                                                            |
| ---------------- | --------------------- | --------------- | --------------------------------------------------------------------- |
| 14 dicembre 1997 | Östersund             | Svezia          | RL (con Florence Baverel-Robert, Emmanuelle Claret e Christelle Gros) |
| 5 marzo 1998     | Pokljuka              | Slovenia        | SP                                                                    |
| 22 gennaio 1999  | Anterselva            | Italia          | SP                                                                    |
| 23 gennaio 1999  | Anterselva            | Italia          | PU                                                                    |
| 4 dicembre 1999  | Hochfilzen            | Austria         | PU                                                                    |
| 30 novembre 2000 | Hochfilzen/Anterselva | Austria/ Italia | IN                                                                    |
| 21 gennaio 2001  | Anterselva            | Italia          | MS                                                                    |
| 25 gennaio 2002  | Anterselva            | Italia          | RL (con Delphyne Burlet, Sylvie Becaert e Sandrine Bailly)            |

Legenda:

IN = individuale

SP = sprint

PU = inseguimento

MS = partenza in linea

RL = staffetta

#### Campionati francesi
- 22 ori[senza fonte]

### Sci di fondo

#### Marathon Cup
- Miglior piazzamento in classifica generale: 30ª nel 2005